# جوستان كراوفورد
جوستان كراوفورد (بالإنجليزية: Justann Crawford) هو ملاكم محترف أسترالي سابق صنّف ضمن فئة الوزن الثقيل. سبق أن شارك في دورة الألعاب الأولمبية الصيفية سنة 1992.

## إحصائيات
خاض خلال مسيرته 123 نزالا، فاز في 98 ولم يتعادل وخسر في 25. فاز بالضربة القاضية في 48 نزالا.

## روابط خارجية
- جوستان كراوفورد على موقع بوكس ريك (الإنجليزية) (registration required)
- جوستان كراوفورد على موقع أوليمبيديا (الإنجليزية)
- جوستان كراوفورد على موقع اللجنة الأولمبية الأسترالية (الإنجليزية)
- جوستان كراوفورد على موقع اتحاد ألعاب الكومنولث (مؤرشف) (الإنجليزية)